# Diulino, Varna
Diulino (în bulgară Дюлино) este un sat în comuna Beala, regiunea Varna,  Bulgaria. 

## Demografie
Componența etnică a satului Diulino
     Romi (12,58%)
     Turci (1,29%)
     Bulgari (77,41%)
     Nicio identificare (8,7%)
La recensământul din 2011, populația satului Diulino era de 310 locuitori. Din punct de vedere etnic, majoritatea locuitorilor (77,41%) erau bulgari, existând și minorități de romi (12,58%) și turci (1,29%). Pentru 8,7% din locuitori nu este cunoscută apartenența etnică.